# Lo Stato (settimanale)
Lo Stato: il settimanale degli italiani è stata una rivista di attualità, politica, cultura e costume fondata e diretta da Marcello Veneziani e pubblicata a Roma con periodicità settimanale nel biennio 1997-1998.

## Storia
La rivista, orientata su posizioni conservatrici, ebbe una diffusione di centomila copie settimanali e propose una cultura di destra quanto più ampia. Accanto a nomi storicamente legati alla destra italiana, come Giano Accame, Franz Maria D'Asaro e Stenio Solinas, vi scrissero anche noti protagonisti della vita italiana come Alda D'Eusanio e Michele Serra. L'obiettivo della rivista - ha dichiarato Marcello Veneziani - era di "favorire lo sviluppo di una destra credibile".
Nel primo numero apparvero articoli firmati da Indro Montanelli, Carlo Nordio, Piero Melograni, Franco Zeffirelli, Mogol e Antonio Di Pietro.
Altri nomi legati alla rivista furono quelli di Bruno Bottai, Rino Cammilleri, Gianfranco de Turris, Sebastiano Fusco, Luca Gallesi, Roberto Gervaso, Alfio Krancic, Camillo Langone, Angelo Mellone, Enrico Nistri, Vito Orlando, Dario Salvatori, Giovanni Sartori, Primo Siena,  Marcello Staglieno, Fabio Torriero.
Tra i collaboratori, a partire dalla fondazione, vi fu anche lo scrittore Roberto Pazzi, che abbandonò la rivista nel maggio 1998 accusando il direttore Veneziani di supportare una concezione "razzista" dell'omosessualità.
Nel corso delle pubblicazioni la rivista uscì in edicola con il supplemento Il '900 visto da, una serie di cinquanta fascicoli speciali dedicati alle "migliori firme" del Novecento. Si ricordano i numeri su Giuseppe Prezzolini, Indro Montanelli, Curzio Malaparte, Mario Praz, Ennio Flaiano, Giovanni Papini, Piero Gobetti, Julius Evola, Pier Paolo Pasolini.